# Distretto urbano di Moshi
Il distretto urbano di Moshi è un  distretto della Tanzania situato nella regione del Kilimangiaro. È suddiviso in 21 circoscrizioni (wards) e conta una popolazione di 221 773 abitanti (censimento 2022).

## Suddivisione amministrativa
Il distretto è diviso nelle seguenti circoscrizioni (wards), tra parentesi gli abitanti (censimento 2022):
Circoscrizioni:
1. Bomambuzi (20 326)
2. Bondeni (2 712)
3. Kaloleni (8 264)
4. Karanga (11 709)
5. Kiborloni (Kiboriloni) (9 202)
6. Kilimanjaro (8 752)
7. Kiusa (2 998)
8. Korongoni (5 671)
9. Longuo "B" (8 944)
10. Majengo (7 385)
11. Mawenzi (1 540)
12. Mfumuni (4 029)
13. Miembeni (18 508)
14. Mji Mpya (16 582)
15. Msaranga (13 138)
16. Ng'ambo (12 482)
17. Njoro (15 511)
18. Pasua (18 851)
19. Rau (11 745)
20. Shirimatunda (8 165)
21. Soweto (15 219)